# Virginia Huston
Pour les articles homonymes, voir Huston.
Virginia Huston, parfois orthographié Virginia Houston, est une actrice américaine, née le 24 avril 1925 à Wisner dans le Nebraska, et décédée le 28 février 1981 à Santa Monica en Californie. Active de la fin des années 1940 au début des années 1950, elle est notamment connu pour ses rôles dans plusieurs films noirs de l'époque, comme Pendez-moi haut et court (Out of the Past), Boulevard des passions (Flamingo Road), Le Masque arraché (Sudden Fear) ou The Racket.

## Biographie
Elle débute au cinéma en 1946 dans le film noir Nocturne d'Edwin L. Marin. L'année suivante, elle est la petite amie de Robert Mitchum dans un autre film noir, Pendez-moi haut et court (Out of the Past) de Jacques Tourneur. En 1949, elle joue le rôle de la femme du sénateur malheureux Carlisle incarné par Zachary Scott dans le drame noir Boulevard des passions (Flamingo Road) de Michael Curtiz.
En 1951, elle incarne le personnage de Jane Porter, la femme de Tarzan joué par Lex Barker dans le film d'aventure Tarzan et la reine de la jungle (Tarzan's Peril) de Byron Haskin. Le prolifique Lesley Selander l'engage ensuite pour deux films, Flight to Mars, un récit de science-fiction, et The Highwayman, l'adaptation du poème éponyme d'Alfred Noyes.
Elle tourne ensuite dans les films noirs Le Masque arraché (Sudden Fear) de David Miller et The Racket de John Cromwell avec Robert Mitchum, Lizabeth Scott et Robert Ryan. Elle prend également part à trois épisodes de la série d'anthologie Ford Theatre.
Après une dernière apparition dans la comédie Un grain de folie (Knock on Wood) de Melvin Frank et Norman Panama en 1954, elle se retire. Elle décède d'un cancer en 1981 à Santa Monica en Californie.

## Filmographie

### Cinéma
- 1946 : Nocturne d'Edwin L. Marin : Carol Page
- 1947 : Pendez-moi haut et court (Out of the Past) de Jacques Tourneur ; Ann
- 1949 : Boulevard des passions (Flamingo Road) de Michael Curtiz : Annabelle Weldon
- 1949 : Face au châtiment (The Doolins of Okloahoma) de Gordon Douglas : Elaine Burton
- 1950 : Women from Headquarters de George Blair : Joyce Harper aka Lola Dallas
- 1951 : Tarzan et la reine de la jungle (Tarzan's Peril) de Byron Haskin : Jane
- 1951 : Le Chevalier au masque de dentelle (The Highwayman) de Lesley Selander : Lady Ellen Douglas
- 1951 : Destination Mars (Flight to Mars) de Lesley Selander : Caroll Stafford
- 1951 : The Racket de John Cromwell : Lucy Johnson
- 1952 : Night Stage to Galveston de George Archainbaud : Ann Bellamy
- 1952 : Le Masque arraché (Sudden Fear) de David Miller : Ann Taylor
- 1954 : Un grain de folie (Knock on Wood) de Melvin Frank et Norman Panama ; Audrey Greene

### Télévision
- 1953-1954 : The Ford Television Theatre (en) (Série TV) : Deborah / Evelyn Austin